# Kizner
Kizner (in russo Кизнер?) è un villaggio che si trova nella Repubblica Autonoma dell'Udmurtia, in Russia. È il centro amministrativo del distretto Kiznerskij.
L'insediamento è situato nel sud-ovest dell'Udmurtia, circondato da foreste.